# Lars Jungnickel
Lars Jungnickel (31 de agosto de 1981 en Dohna, Sajonia, República Democrática Alemana) es un futbolista profesional alemán. Juega de delantero en el Dinamo Dresde de la 3. Liga alemana.

## Trayectoria
Lars Jungnickel jugó en las categorías inferiores del Dinamo Dresde. En la temporada 1999/2000 debutó con el primer equipo. Tras dos años en la plantilla fue traspasado en 2001 al FC Energie Cottbus. En seis temporadas tomó parte en 27 partidos de la 1. Bundesliga en los que consiguió dos goles y 52 de la 2. Bundesliga, con cinco goles. Al final de la temporada 2006/07 su contrato con el equipo de Cottbus no fue prorrogado. El 20 de junio de 2007 firmó con el Dynamo, con quienes juega actualmente en la 3. Liga.

## Internacional
Jungnickel jugó cuatro partidos con la selección sub-21 de Alemania.

## Clubes
| Club            | País     | Año       |
| --------------- | -------- | --------- |
| Dinamo Dresde   | Alemania | 1999-2001 |
| Energie Cottbus | Alemania | 2001-2007 |
| Dinamo Dresde   | Alemania | 2007-     |